# Nana Miyagi
Nana Smith (Nana Miyagi, 10 de abril de 1971) es una tenista estadounidense retirada de la actividad. Representó a Japón en torneos oficiales. Jugó los cuatro torneos de Grand Slam tanto en categoría individual como dobles, logrando victorias contra tenistas ubicadas en el Top 20 mundial como Lindsay Davenport y Martina Hingis.

## Finales de WTA

### Sencillos: 1 (0–1)
| Leyenda         |   |
| Grand Slam      | 0 |
| Campeonatos WTA | 0 |
| Tier I          | 0 |
| Tier II         | 0 |
| Tier III        | 0 |
| Tier IV & V     | 0 |

| Resultado | No. | Fecha | Torneo              | Superficie | Oponente      | Marcador |
| Finalista | 1.  | 1996  | Surabaya, Indonesia | Dura       | Wang Shi-ting | 4–6, 0–6 |

### Dobles: 21 (10–11)
| Leyenda         |   |
| Grand Slam      | 0 |
| Campeonatos WTA | 0 |
| Tier I          | 0 |
| Tier II         | 0 |
| Tier III        | 4 |
| Tier IV & V     | 6 |

| Titles by Surface |    |
| Dura              | 10 |
| Arcilla           | 0  |
| Césped            | 0  |
| Alfombra          | 0  |

| Resultado | No. | Fecha | Torneo      | Superficie | Compañera            | Oponentes                                      | Marcador       |
| Finalista | 1.  | 1989  | Taipéi      | Dura       | Cecilia Dahlman      | Maria Lindström Heather Ludloff                | 6–4, 5–7, 3–6  |
| Campeón   | 2.  | 1990  | Schenectady | Dura       | Alysia May           | Linda Ferrando Wiltrud Probst                  | 6–4, 5–7, 6–3  |
| Campeón   | 3.  | 1991  | Pattaya     | Dura       | Suzanna Anggarkusuma | Rika Hiraki Akemi Nishiya                      | 6–1, 6–4       |
| Finalista | 4.  | 1992  | Tokio       | Dura       | Yayuk Basuki         | Mary Joe Fernandez Robin White                 | 4–6, 4–6       |
| Winner    | 5.  | 1993  | Sapporo     | Dura       | Tessa Price          | Yone Kamio Naoko Kijimuta                      | 6–4, 6–2       |
| Campeón   | 6.  | 1993  | Taipéi      | Dura       | Yayuk Basuki         | Jo-Anne Faull Kristine Kunce                   | 6–4, 6–2       |
| Finalista | 7.  | 1994  | Japón       | Dura       | Yayuk Basuki         | Mami Donoshiro Ai Sugiyama                     | 4–6, 1–6       |
| Finalista | 8.  | 1994  | Pattaya     | Dura       | Yayuk Basuki         | Patty Fendick Meredith McGrath                 | 6–7, 6–3, 3–6  |
| Finalista | 9.  | 1995  | Surabaya    | Dura       | Stephanie Reece      | Petra Kamstra Tina Križan                      | 6–2, 4–6, 1–6  |
| Finalista | 10. | 1995  | Pattaya     | Dura       | Kristin Godridge     | Jill Hetherington Kristine Kunce               | 6–2, 4–6, 3–6  |
| Finalista | 11. | 1996  | Chicago     | Alfombra   | Angela Lettiere      | Lisa Raymond Rennae Stubbs                     | 1–6, 1–6       |
| Finalista | 12. | 1996  | Pattaya     | Dura       | Tina Križan          | Miho Saeki Yuka Yoshida                        | 2–6, 3–6       |
| Campeón   | 13. | 1997  | Australia   | Dura       | Naoko Kijimuta       | Ruxandra Dragomir Silvia Farina                | 7–6, 6–1       |
| Winner    | 14. | 1997  | Hobart      | Dura       | Naoko Kijimuta       | Barbara Rittner Dominique Van Roost            | 6–3, 6–1       |
| Campeón   | 15. | 1997  | Oklahoma    | Dura       | Rika Hiraki          | Marianne Werdel-Witmeyer Tami Whitlinger-Jones | 6–4, 6–1       |
| Campeón   | 16. | 1998  | Auckland    | Dura       | Tamarine Tanasugarn  | Julie Halard-Decugis Janette Husárová          | 7–6, 6–4       |
| Campeón   | 17. | 1998  | Japón       | Dura       | Naoko Kijimuta       | Amy Frazier Rika Hiraki                        | 6–3, 4–6, 6–4  |
| Finalista | 18. | 2000  | Tokio       | Dura       | Paola Suárez         | Julie Halard-Decugis Ai Sugiyama               | 0–6, 2–6       |
| Campeón   | 19. | 2002  | Japón       | Dura       | Shinobu Asagoe       | Svetlana Kuznetsova Arantxa Sánchez Vicario    | 6–4, 4–6, 6–4  |
| Finalista | 20. | 2003  | Miami       | Dura       | Shinobu Asagoe       | Liezel Huber Magdalena Maleeva                 | 4–6, 6–3, 5–7  |
| Finalista | 21. | 2003  | Sarasota    | Arcilla    | Shinobu Asagoe       | Liezel Huber Martina Navratilova               | 6–7(8–10), 3–6 |